# Ferrinatrite
La ferrinatrite (simbolo IMA: Fnat) è un raro minerale appartenente alla famiglia dei "solfati, selenati, tellurati, cromati, molibdati e tungstati" con composizione chimica Na3Fe3+(SO4)3 • 3(H2O).

## Etimologia e storia
La ferrinatrite è stata descritta per la prima volta da Rudolf Scharizer, mineralogista e petrografo austriaco, docente all'Università di Graz nel 1906.
Il nome del minerale deriva dalla sua composizione chimica, composta da ferro e sodio (in latino, natrum, a sua volta derivante dal greco νὰτρον, 'natron').

## Classificazione
La classica nona edizione della sistematica dei minerali di Strunz, aggiornata dall'Associazione Mineralogica Internazionale (IMA) fino al 2009, elenca la ferrinatrite nella classe "7. Solfati (selenati, tellurati, cromati, molibdati, tungstati)" e nella sottoclasse "7.C Solfati (selenati, ecc.) senza anioni aggiuntivi, con H2O"; questa viene ulteriormente suddivisa in base alla dimensione dei cationi coinvolti, in modo che la ferrinatrite possa essere trovata nella sezione "7.CC Con cationi di media e grande dimensione" dove è l'unico membro del sistema nº 7.CC.35.
Tale classificazione viene mantenuta anche nell'edizione successiva, proseguita dal database "mindat.org" e chiamata Classificazione Strunz-mindat.
Nella Sistematica dei lapis (Lapis-Systematik) di Stefan Weiß la ferrinatrite si trova nella classe dei "solfati, cromati, molibdati e tungstati" e nella sottoclasse dei "solfati idrati, senza anioni estranei"; qui è nella sezione dei minerali con "cationi medi e molto grandi" dove forma il sistema nº VI/C.16 insieme a kröhnkite, chinleite-(Y) e goldichite.
Anche la classificazione dei minerali secondo Dana, usata principalmente nel mondo anglosassone, elenca la ferrinatrite nella famiglia dei "solfati, cromati e molibdati"; qui è nella classe degli "acidi idrati e solfati" e nella sottoclasse degli "acidi idrati e solfati con (A+)2Bn(XO4)p • x(H2O)" dove forma il sistema nº 29.04.04 come unico membro.

## Abito cristallino
La ferrinatrite cristallizza nel sistema trigonale nel gruppo spaziale P3 (gruppo nº 147) con le costanti di reticolo a = 15,553(2) Å, c = 8,6616(17) Å, oltre ad avere 6 unità di formula per cella unitaria.

## Origine e giacitura
La ferrinatrite è solitamente un prodotto di ossidazione dei solfuri di ferro, tipico delle regioni aride, raramente è anche trovato nelle fumarole; la paragenesi è con metavoltina, copiapite, coquimbite, sideronatrite, tamarugite, quenstedtite, rèomerite (per campioni di minerale trovati in Cile), oppure gesso, sideronatrite, metavoltina, tamarugite, uklonskovite, jurbanite e rostite (per quanto riguarda campioni trovati nella miniera di Cetine, in Italia).
La ferrinatrite è un minerale alquanto raro ed è stato trovato solo in pochi siti sparsi per il mondo. Oltre alla sua località tipo, la miniera di "La Compañia" presso Sierra Gorda in Cile, sempre in questa Nazione è stata trovata nelle miniere "Chuquicamata" (provincia di El Loa) e "Torrecillas" (provincia di Iquique).
In Italia il minerale è stato rinvenuto nelle fumarole del Vesuvio (Campania), sull'isola di Vulcano (Sicilia) e nella miniera "Le Cetine di Cotorniano" presso Chiusdino (Toscana).
Altri siti sono: le contee di Huron (Ohio), di San Juan (Utah), di Louisa e di Wise (Virginia), tutte negli Stati Uniti; la miniera di zolfo di "Santa Bárbara" nella provincia di Jujuy (Argentina); nel cantone di Oreamuno (Costa Rica); nel deposito di rame-oro di "Hongshan" (distretto di Yizhou, Cina); la miniera di oro di "Kumtor" (regione di Ysyk-Köl, in Kirghizistan); nel distretto di Jezzin (Libano); nel deposito "Shorsu" (regione di Fergana, Uzbekistan).
In Europa, la ferrinatrite è stata trovata nella miniera "Casualidad" presso Almería (Spagna); nei pressi di Rybnik (voivodato della Slesia, Polonia); nel distretto minerario di Laurio (Grecia); ad Arnsberg e Dresda (Germania).

## Forma in cui si presenta in natura
La ferrinatrite si presenta in cristalli con contorno esagonale, da prismatici corti lungo [0001] a fibrosi, con diverse forme terminali, con dimensioni fino a diversi mm; si presenta anche in aggregati stellati.
I cristalli sono trasparenti con lucentezza vitrea, da incolori a bianco grigiastro, verde pallido, verde bluastro, ametista; è incolore nella luce trasmessa e il colore del suo striscio è bianco.

## Caratteristiche chimico-fisiche
La ferrinatrite è facilmente solubile in acqua e negli acidi, con l'umidità si trasforma in sideronatrite. Da conservare in contenitori stagni in quanto facilmente alterabile.